# Paolo Pietrapiana
Paolo Pietrapiana, född den 21 juli 1959 i La Spezia, är en italiensk amatörastronom.
Minor Planet Center listar honom som P. Pietrapiana och som upptäckare av 2 asteroider, båda tillsammans med landsmannen Luigi Sannino.

## Lista över upptäckta mindre planeter och asteroider
| 12575 Palmaria [A]                        | 4 september 1999 |
| 69565 Giulioscarfi [A]                    | 5 januari 1998   |
| Upptäckt tillsammans med: A Luigi Sannino |                  |